# Долин, Александр Осипович
Александр Осипович Долин (20 апреля (2 мая) 1897, Вад-Рашков, Сорокский уезд или Бендеры, Бессарабская губерния — 4 мая 1969, Москва) — советский врач-невропатолог и нейрофизиолог, доктор медицинских наук (1952), профессор (1954).

## Биография
Родился в бессарабском местечке Вад-Рашков (по другим данным, в Бендерах), в еврейской семье. Учился на аптекарского помощника. Участвовал в Гражданской войне, был пулемётчиком в кавалерийской бригаде Г. И. Котовского (1917—1920), затем комиссаром Одесского артиллерийского училища (1920—1921).
В 1921—1925 годах учился на медицинском факультете 1-го МГУ им. М. В. Ломоносова. В 1926—1930 годах — ассистент клиники нервных болезней Московского областного клинического института, в 1931—1941 годах — заведующий лабораторией Ленинградского филиала Всесоюзного института экспериментальной медицины (ВИЭМ), а также клиникой нервных болезней этого института, одновременно — доцент Ленинградского института для усовершенствования врачей им. С. М. Кирова (ЛенГИДУВ, 1935—1941 и 1945—1951). Участник еженедельного семинара И. П. Павлова. В 1941—1945 годах — начальник эвакогоспиталя № 1444 Ленинградского фронта; майор медицинской службы (военврач 2-го ранга).
В 1945—1946 годах — вновь заведующий лабораторией Института экспериментальной медицины АМН СССР, в 1951—1953 годах — заведующий кафедрой нервных болезней Государственного центрального института для усовершенствования врачей Минздрава СССР (ЦОЛИУВ), в 1954—1969 годах — профессор Московского государственного университета им. М. В. Ломоносова и старший научный сотрудник НИИ акушерства и гинекологии АМН СССР.
Награждён орденами «Знак Почёта» (1942), «Красной Звезды» (1945), «Октябрьской Революции» (1968), медалью «За оборону Ленинграда» (1943).
Основные труды — в области физиологии высшей нервной деятельности человека и животных, рефлекторной деятельности и функций внутреннего торможения, условнорефлекторного воспроизведения патологических состояний организма (в том числе условнорефлекторных иммунных реакций), физиологии сна и гипноза, психопрофилактической подготовки беременных к родам. В 1930-е годы организовал исследования рефлекторной деятельности и функций внутреннего торможения у гамадрил в Сухумском обезьяньем питомнике, был одним из основателей этого питомника.
В Москве (до переезда в Ленинград) жил на Собачьей площадке.

## Семья
- Первая жена — педиатр и гигиенист Фаня Исааковна Зборовская, кандидат медицинских наук, научный сотрудник Центрального НИИ охраны материнства и младенчества, после его раздела в 1940 году — первый директор НИИ педиатрии Наркомздрава РСФСР (с 1945 года АМН СССР), затем старший научный сотрудник Центрального института санитарного просвещения Минздрава СССР, автор ряда научных трудов по организации здравоохранения, физиологии и популярных публикаций для матери и ребёнка.
  - Дочь — кандидат медицинских наук Людмила Александровна Долина (1923—1999), педиатр, научный сотрудник Центрального НИИ курортологии и физиотерапии[13].
    - Внуки — Александр Аркадьевич Долин, востоковед-японист, переводчик художественной литературы с японского языка, и Вероника Аркадьевна Долина, автор-исполнитель песен.
- Вторая жена — нейрофизиолог Ида Исааковна Зборовская (сестра Ф. И. Зборовской), научная сотрудница лаборатории А. О. Долина и его многолетний соавтор[14][15].
  - Дочь — Светлана Александровна Долина, учёный-медик, соавтор (с отцом) монографии «Патология высшей нервной деятельности» (2-е издание М.: Высшая школа, 1972. — 382 с.).

## Публикации
- Патология высшей нервной деятельности. М.: Высшая школа, 1962; 2-е издание (в соавторстве с дочерью) — там же, 1972.